# 维亚扎克
维亚扎克（法語：Viazac，法語發音：[vjazak]）是法国洛特省的一个市镇，属于菲雅克区。

## 地理
维亚扎克（44°38'28"N, 2°4'30"E）面积17.74 平方千米，位于法国奧克西塔尼大區洛特省，该省份为法国西南部内陆省份，北起顺时针与科雷兹省、康塔爾省、阿韦龙省、塔恩-加龙省、洛特-加龍省和多尔多涅省接壤。
与维亚扎克接壤的市镇（或旧市镇、城区）包括：卡尔达亚克、菲雅克、利纳克、吕南、普拉尼奥勒、普朗代涅、圣让米拉贝勒、圣佩尔杜。

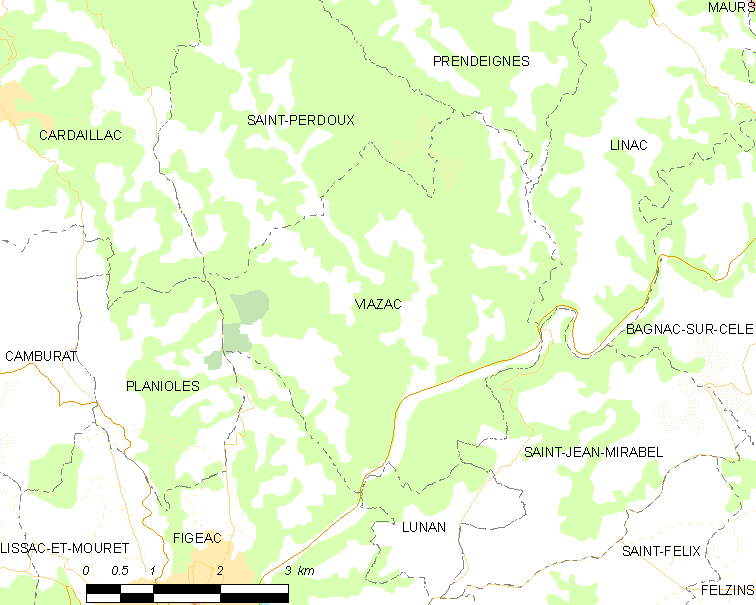
维亚扎克的OSM定位图

维亚扎克的时区为UTC+01:00、UTC+02:00（夏令时）。

## 行政
维亚扎克的邮政编码为46100，INSEE市镇编码为46332。

## 政治
维亚扎克所属的省级选区为菲雅克第二县。

## 人口

1962-2008年间维亚扎克人口变化图示

维亚扎克于2022年1月1日时的人口数量为339人。